# Frenelle-la-Grande
Frenelle-la-Grande is een gemeente in het Franse departement Vosges (regio Grand Est) en telt 121 inwoners (1999). De plaats maakt deel uit van het arrondissement Neufchâteau.

## Geografie
De oppervlakte van Frenelle-la-Grande bedraagt 5,6 km², de bevolkingsdichtheid is 21,6 inwoners per km².
De onderstaande kaart toont de ligging van Frenelle-la-Grande met de belangrijkste infrastructuur en aangrenzende gemeenten.

## Demografie
Onderstaande figuur toont het verloop van het inwonertal (bron: INSEE-tellingen).